# 明報
《明報》（英語：Ming Pao）是香港的中文報紙，由武俠小說泰斗查良鏞（筆名金庸）和沈寶新在1959年創立，內容以香港本地新聞為主、兩岸和國際新聞為輔，另有姊妹刊物《明报周刊》和《明报月刊》。

## 历史
《明报》由武俠小說泰斗查良鏞（筆名金庸）和沈寶新在1959年5月20日創立。《明報》於1959年始創之際，只是一份走偏鋒的小報，利用一些小市民感興趣的話題，簡而清的馬評，再配上其武俠小說去吸引讀者。當時金庸每天晚上熬夜寫武俠小說，但銷量始終不佳，最差時只有5至6千份。
1960年代開始，中國大陸政局動盪，經歷大躍進、文化大革命等動亂。1962年4月期間，大量大陸難民湧入香港，明報報道與評論難民問題上，與香港聲勢浩大的“左派”立場南轅北轍。1964年12月，查良鏞展開與《大公報》之間的筆戰。
1963年10月，中華人民共和國外交部長陳毅在北京對日本記者團發表「核褲論」，聲明「不管中國有多窮，我當了褲子也要造核子！」查良鏞立即在明報發表題為「要褲子不要核子」社評，反對在貧窮情況下造原子彈。此論一出引起軒然大波。香港《大公報》、《文匯報》、《新晚報》、《香港商報》、《晶報》等左派報章猛烈圍攻《明報》。《明報》發表「我們關於褲核問題的十點立場」社評，甚至不惜以全部版面闡述對「核褲論」自始至終堅持的立場。最後因新華社主管廖承志批評左派報章在論戰中的表現，左派報章停止論戰。
1964年10月末，《明報》刊登影片《血手印》宣傳廣告中，有一些較為血腥的驚嚇性詞句，而《明報》則漏印廣告二字，因而被誤為新聞報道。《大公報》借此指責《明報》發表「妖言和妖術」言論，更重提「核褲論」指責明報「造謠生事，大發反華妖論」，後來其他左派報章，包括《文匯報》、《新晚報》、《香港商報》、《晶報》、《正午報》、《香港夜報》、《新生晚報》等加入論戰。新華社更指查良鏞的反核言論是「反共反華，親英崇美，背叛民族立場」。

1964年11月27日到12月22日，《明報》每天在頭版頭條位置發表文章：「敬請大公報指教和答覆」一系列反擊文章，包括核子與褲子問題、人民公社問題、「一中一台」問題，要不要向外國輸出糧食問題，要不要民主自由問題、修正主義問題等等，清楚闡明《明報》的四種精神：高舉儒家思想、強烈民族意識、崇尚自由和反戰。
1967年，中國的文化大革命日益熾烈，香港工委及香港新華社聯同在香港的左派團體發起六七暴動，企圖壓服港府及肅清國民黨在香港的勢力，而《明報》則支持香港政府止暴制亂，並連日發表社論批評組織騷亂的鬥委會破壞香港穩定，左派的騷亂和罷工雖得不到多數市民的響應，鬥委會卻於7月將暴力升級為街頭炸彈襲擊浪潮，《明報》社長查良鏞亦因為反對左派團體的立場而被列入「漢奸」名單，8月20日發生兩名兒童被炸死的清華街慘案，《明報》連日刊登社論譴責鬥委會和左派人士濫殺無辜，並且表明會配合港府壓制恐怖活動，8月24日曾經收到左派組織死亡恐嚇的商業電台節目主持人林彬遭到縱火殺害後，社長查良鏞被左派團體列為暗殺排行榜第二位。承印《明報》的建明印刷廠曾經被搗亂，《明報》編輯部所在的英皇道南康大廈亦曾經有過百名左派暴徒闖入，只是因為報社的職員有所防範，早已移除標示《明報》辦公室位置的指示牌和招牌，並且及時拉上大閘，闖入辦公室大廈的左派暴徒花了半小時都找不到《明報》編輯部，之後有警察趕到，《明報》辦公室才沒有被大肆破壞。由於受到死亡恐嚇，查良鏞以視察其在新加坡有份合資的《新明日報》業務為名，帶同家人離開香港前往新加坡躲避，同年12月港府大致平息六七暴動，查良鏞之後才返回香港繼續主持《明報》業務。
1985年6月，《明報》社長金庸被委任為基本法起草委員會港方成員，其後成為政制小組港方召集人。1988年11月，金庸與查濟民提出「政制協調方案」（又稱「雙查方案」），方案內容包括第三届特區政府完結前（2012年）舉行公民投票，才決定行政長官是否經由普選產生；2007年的立法會內經普選產生議員才佔一半。方案提出後引來極大回響，爭取民主的團體強烈抨擊方案過份保守，推遲香港民主發展進程。
1988年11月25日起，《明報》發表多篇社評及評論文章為「雙查方案」辯護，其後《明報》的新聞版面被指只偏重支持方案的報導，而反對方案的報導則很少提及，期間也引起本地不同報章之間的論爭。12月2日，大專學生到明報報社門外焚燒《明報》，抗議明報處理「雙查方案」一事的手法。12月8日，香港記者協會發表聲明指金庸干預報社採訪安排，指定記者採訪一些支持方案的人，並要求金庸辭職。
1995年，《明報》創立網站，是香港報紙中較早創立網站的。每天約晨早五點更新；現在能免費在網上閱覽當日和之前一天的明報，並有免費即時新聞網。此外，亦有為雅虎香港提供新聞服務，過去也有為新浪網香港提供新聞。
2003年4月2日，香港著名作家陶傑在「黃金冒險號」專欄撰文「下台吧 董建華」嚴厲抨擊當時的香港特區行政長官董建華，以及擔任特首5年以來的種種失誤。當時SARS疫情正處於高峰，疫症處理不當導致社區爆發並引致大量人命傷亡，文章指董建華「摧毀了香港人的尊嚴，葬送了一個繁榮的城市，是一手證明了『英國人做得到的，中國人做不到』，為中國帶來全新的國恥，如果你還愛惜你的國家，請你下台。」當時特首辦主任林煥光罕有地致函報館回應。該篇文章多次被引用，被劇團「進念二十面體」及「非常林奕華」於舞臺劇《東宮西宮》內引述，引起頗大迴響，成為當時社會責罵董建華文章中的其中一篇經典。
2008年4月23日，《明报》所属香港上市公司明報企業更名為世界華文媒體。
《明報》原在加拿大溫哥華（加西版）、多倫多（加東版）皆有發行報紙，在台灣亦有明報周刊，曾經在美國紐約（美東版）和三藩市（美西版）發行。2009年1月31日，《明報》美東版刊登啟事宣布改版，於2月2日起與免費報合併。《明報》美西版亦已於2009年2月14日宣佈，次日起停刊。《明報》美東版於2018年11月30日宣佈12月1日起停刊。
2010年9月起，明報逐步把網站部份內容變成收費，只限訂戶方可閱讀，員工亦不獲豁免，需要與一般人一樣繳交費用訂閱，引起員工不滿，其後又轉回免費。2011年10月開始，星期日生活於網上版改為收費。要聞及港聞部份內容亦回復需要收費方可閱讀。
2019年6月13日，正值反对逃犯條例修訂草案運動的白熱化時期，《明報》社評以〈暴力無補於事，唯盼香港平安〉為題，批評警方的武力與示威者的行動，而且跟從政府立場一樣，將事件定性為「暴動」。一直為《明報》翻譯社評的張彩雲對此感到不滿，表示即日起停止再為《明報》繙譯社評。而《明報》員工在報館內貼大字報，指「明報社評代表明報但不代表員工」。6月17日，《明報》觀點版刊登由「一群《明報》員工」所撰、題為「偏袒政權毀損報格，議事須持公義良知—— 一群明報員工反對『613社評』公開信」的文章。
2023年5月19日，即將踏入創刊64週年的《明報》刊出逾30版的報慶廣告，惟廣告統一採用「邁向65周年」，疑似避諱六四事件。相比之下，2013年的54周年的報慶廣告則採用了「創刊54周年」，而非「邁向55周年」。
2024年8月15日，《明報》總編輯劉頌陽致函全體專欄作者，呼籲他們要「知所分寸」，「否則難保說不定哪天危機會降臨」。

## 內容

### 新聞
分為要聞、港聞、中國、國際、經濟、體育、影視、馬經和「社評．筆陣」共9個版面。

### 副刊
明報隨報副刊「星期日生活」以文藝內容為主，篇幅為17版，通常以社會事件或熱話作討論主題，另含視覺藝術評論、裝置藝術評論、幽默聯想內容、兒童故事、電影、人物、漫畫、音樂介紹、書評等。其廣告欄為大半版的「非常書室」，集中書商廣告以提高整體格調和書訊互動。

### 專欄
「時代」版、「世紀」版各佔1版，刊於D疊副刊中間，每天16個欄目，涉獵時事、情感、藝術、文化、社會等。「時代」版的專欄作家有馬家輝、林燕妮、吳志森、張文光、葉劉淑儀、阿寬（陳慶嘉）、陳惜姿、黃明樂、屈穎妍、林超榮、石琪等，漫畫欄目作家黃照達和草日。「世紀」版的主要內容是1長篇文章或文藝作品（如：散文、詩），多為學者的深度探討文章，主題圍繞社會、政治、文化、文學、歷史等，亦有一些重要人物訪談。此外，「世紀」版同時設特約作家的專欄，漫畫專欄有尊子的「乜議員」。

## 人事
《明報》歷任總編輯為潘粵生、張續良、梁小中、王世瑜、董橋、張健波、劉進圖，之後總編輯一職一度由首席執行總編輯鍾天祥暫代，其後於2015年元旦正式被委任為總編輯，任職至2017年元旦離任，由梁享南接替。2019年7月，陳錦強接任總編輯一職。2023年10月，劉頌陽擔任總編輯。
2016年4月，《明報》集團管理層因「節流緊縮」宣佈於4月20日凌晨裁退執行總編輯姜國元（筆名安裕）。到4月24日，多名專欄作家於明報副刊連續多日「開天窗」，抗議明報突然解僱執行總編輯姜國元。專欄亦加入編者按，指《明報》在4月20日已就此事發出聲明，表示公司需積極採取節流緊縮政策，裁減人手實非得已，又表示《明報》編採方針保持不變。4月25日，近20名《明報》員工出席香港報業公會「2015年香港最佳新聞獎」頒獎禮午餐會時，集體穿着黑衣抗議。

## 風格
根據張圭陽著《金庸與報業》及《金庸與明報傳奇》，明報創辦人金庸稱，報紙是老闆的私器，不是公眾的公器。又說新聞自由，是報社員工向外爭取的，而不是向報社內爭取的。報社內只有僱主與僱員的關係，並沒有誰向誰爭取自由的關係。
明報比較少使用震撼讀者的大標題，而且亦同《成報》、《星島日報》（香港版本）和《新報》一樣沒有「風月版」（色情文章），排版及色彩較單調，傾向使用中性用語，香港不少中學及小學均會代學生訂閱明報。
在香港報業市場劇烈競爭下，近年明報大標題的語氣和內容被指比較以前「軟化」，即趨向「資訊娛樂化」，但整體而言，明報形象仍傾向嚴肅，而明報亦在金禧紀念後仿傚星島日報採用秀麗粗體。

## 评价
根據2006年香港中文大學調查指出，香港市民及傳媒業界認為《明報》在香港報章中公信力良好，其報道亦屢次獲獎。《明報》於1997年至2009年在香港中文大學舉辦的「香港新聞機構公信力調查」中5度獲評級為最具公信力的中文報章，《明報》因而約於2000年代初期開始在報頭上註有「公信第一」的宣傳標語。至2010年，排名被《香港經濟日報》超越後仍然使用上述標語。至2014年，排名再下降至第3位後取消上述標語。2019年，香港中文大學傳播與民意調查中心的傳媒公信力調查，《明報》仍位列本港收費中文報章首位。

## 事件

### 席揚案
1993年9月27日，明報記者席揚在北京工作期間被北京市國安局人員帶走，當天下午新華社公布指席揚「從事非法竊取、刺探國家機密活動」而被拘留。10月7日公布正式逮捕席揚及涉嫌向席揚提供國家金融機密的中國人民銀行員工田野，翌日港督彭定康表示關注事件；10月10日明報主席于品海公開表示：若席揚因採訪而誤犯中華人民共和國法律，明報願承擔責任並道歉。當時明報員工設立「營救席揚聯席會議」，不少新聞界人士高調聲援。
北京市中級人民法院指席揚與田野竊取大量國家金融、經濟秘密，公開發表，致使國家經濟受到重大損失。法院一直沒有公佈具體原因，但媒體相信因下面兩篇報道所致：1993年5月11日「大陸採措施吸引存款  儲蓄利率將提高2%」、同年7月28日「朱鎔基昨視察京印鈔廠  央行決定拋黃金換外匯」。不過，香港記者協會曾指香港報章（包括親中報章《文匯報》）和台灣報章也早有同類報道。
北京市中級人民法院在1993年12月22日開始閉門審理，並在1994年3月28日判席揚有期徒刑12年，剝奪政治權利2年（在4月1日其父接獲判刑的口頭通知，田野則被判有期徒刑15年，剝奪政治權利3年）當天明報兩高層即赴北京了解狀況，同年4月13日席揚提出上訴，兩天後駁回上訴並維持原判。往後民間有組織舉辦燭光晚會和到新華社門前請願。
席揚服刑兩年零八個月後，在1997年1月25日突然獲北京當局假釋返港，隨即赴明報報社會見傳媒，張健波、董橋、張西鴻與數十員工在報社相迎；抵港同時，新華社發表假釋報道，稱「服刑期間認罪服法，有悔改表現」，依中國刑法予以假釋，假釋的唯一條件是不可返回大陸採訪，但仍可探親旅行。當時，港督彭定康與候任特首董建華均有致意，明報翌日以「席揚回來了」頭版報道，席揚前後共關押了3年零121日。
1月26日席揚父親承認兒子在本次事件中曾犯法，但香港有團體不同意席揚獲釋是由於當局寬大處理，重申席揚當日只是執行記者本份工作。另外，2002年10月律政司長梁愛詩在基本法二十三條諮詢，討論到席揚案時，指席揚「不肯講（消息來源）就是偷」。明報即以社評「不講來源便算偷，謬論惡法損自由」為題，指新聞界一向千方百計向政府「消息人士」採訪，這與偷竊完全扯不上關係。

### 2005年爆炸恐吓
2005年11月7日，柴灣明報工業中心收到內藏恐嚇信的炸彈郵包，社長秘書拆閱時小炸彈爆炸受輕傷。事後編輯部發表聲明強烈譴責事件，並指捍衛新聞自由是新聞工作者的責任。香港特首曾蔭權、保安局局長李少光，以及香港新聞行政人員協會亦公開譴責這次襲擊事件，雖然早在1967年六七暴動左派份子已對包括《南華早報》在內的報館發動土製炸彈襲擊，卻有部分媒體誤稱這是香港開埠以來首宗報館爆炸襲擊案。

### 2014年前總編遇襲案
2014年2月26日早上10時20分，總編輯劉進圖如常駕車往西灣河鯉景灣吃早餐，在太康街55號入咪錶時遭到襲擊，當時有兩人駕駛電單車，其中一人跳躍下來襲擊他，劉背部及腿背中六刀後倒地，被送往東區醫院搶救，情況一度危殆。
香港行政長官梁振英和各大傳媒等社會各界以及中联办，均強烈譴責兇徒冷血暴行，祝願劉進圖盡快康復。《明報》懸紅100萬港元追緝兇徒，將會全力配合警察偵緝案件，主席張曉卿及《明報》同事對劉進圖和其家人致以最真摯的慰問；翌日，《明報》頭版報頭與大小標題均全數套黑，以示是香港新聞界最黑暗的一天。
劉進圖自己評估稱襲擊非關私怨。梁慕嫻認為，可能因為文章《一個推想》，令劉進圖承受這六刀，但是文章指出這個推測沒有任何事實依據的支持。
2014年3月12日，警方召開記者會，宣佈在3月9日收到內地通知，兩名襲擊劉進圖的疑兇在內地落網，兩人均為37歲，香港居民，有黑社會背景。而在香港亦拘捕另外7人，合共9人被捕。

### 2023年停刊《尊子漫畫》
2023年5月9日，《明報》刊載的《尊子漫畫》諷刺香港區議會大幅度改制，指只要「長官」認為合適即可。漫畫以三格圖展示一名男子向一名女子說：「我同意呀，學歷不同於做嘢能力𠺝，香港高分低能嘅人好多𠺝......」，「會考中英數唔合格，膽固醇過高，癡肥，有心臟病，矮細，色盲大近視都冇問題𠺝......」，「只要長官認為合適，都可委任佢哋做防火滅罪委員會，由佢哋把關篩選區議員，市民都很放心𠺝......」。民政及青年事務局同日隨即於其Facebook專頁發文，點名嚴厲譴責，強調港府委任原則是「用人唯才」，批評漫畫「扭曲並抹黑」政府委任地區撲滅罪行委員會和地區防火委員會委員的原則，炮轟「內容無視事實，混淆視聽，並帶有歧視成份，侮辱膽固醇過高、患心臟病、色盲等人士，暗示他們無能力貢獻社會，有違傳媒道德」。局方又斥，《明報》對區議會新方案作「誤導性」的言論，扭曲解讀方案內容，形容是「政治凌駕道德的行為」。
經港府連番批評後，5月11日，《明報》公布於5月14日停止刊登《尊子漫畫》，但無交代原因。《明報》編輯部表示，感謝尊子40年來一同見證時代的變遷。尊子接受傳媒查詢時，認為漫畫停刊原因是「心照不宣」，寄語香港新聞工作者要繼續努力，稱不是嘆息的時候，從事新聞工作常有高低起伏，但總見前路。
明報職工協會發聲明，稱尊子從1980年代開始在《明報》畫政治漫畫，以嬉笑怒罵的方式針砭時弊，吸引讀者關注社會議題，對於尊子漫畫停刊表示遺憾和無奈，亦感激尊子多年來為《明報》付出的心血。協會認為，專欄作家的作品也是《明報》核心價值的一部分，社會應該包容不同聲音，希望各界尊重言論自由，以及守護《明報》的核心價值，維護社會公正和善良。
香港記者協會發聲明，表示對《尊子漫畫》停刊感到痛心，並認同尊子所指，停刊原因是「心照不宣」，認為政府坐擁龐大資源及公權力，卻連番狙擊一介文人，反映香港容不下批評聲音，並擔心傳媒機構憂刊載的內容遭到猛烈批評或被指違法，而加劇自我審查，損害《基本法》所保障的新聞及言論自由空間，對社會百害而無一利，呼籲政府官員應對各人意見予以最大包容，而非在權力不對等的關係上，肆意抨擊傳媒工作者及傳媒機構的言論。記協表示，尊子自90年代至今一直支持記協工作，感謝他在風雨飄搖的時刻仍然堅持不妥協，勇於為時代發聲，與香港市民一同見證時代變遷。
前記協主席楊健興指出，尊子是香港言論自由的一個重要象徵，亦是《明報》其一象徵，他慨嘆審查已在香港成為常態。他續指對停刊決定不感意外，並認為容許尊子繼續刊出既是無傷大雅，亦能顯示香港的言論自由空間。他指停刊反而對香港形象是「失大於得」，難明為何官員「容不下一篇漫畫」。他又認為事件反映政府欠缺自信面對尖銳言論，坦言看不到言論及新聞自由的前景有樂觀因素，即使政治漫畫定可以有個人媒體形式發表，但仍須承受一定風險，而且得到的法律保障甚至更少。
民政及青年事務局局長麥美娟出席立法會會議後，被問到《明報》尊子漫畫停刊，是否與政府多次譴責有關，及以後是否容不下諷刺性及嬉笑怒罵的內容。麥美娟表示，不會評論個別機構或人士的決定，作為政府會虛心接納不同的意見，但對於一些不實的言論或與事實不符的事，必須澄清，讓市民清楚知道事實的真相。
保安局局長鄧炳強嚴厲譴責記協聲明，強調批評政府必須基於事實，當局樂意接受批評。他表示，如有媒體編輯發現有人利用平台，以不實、誤導的指控抹黑政府，停刊屬負責任做法。他又提到，如有人自以為有特殊身份，控制或霸佔媒體平台，肆意使用不實資訊，及誤導性指控抹黑政府，當局必然澄清及譴責，還市民知情權。
5月13日，《尊子漫畫》最後一天在《明報》刊載。在副刊專欄，尊子畫下雨越下越大、漫畫人物向讀者微笑揮手後，張開雨傘離開的背影。而在港聞專欄，尊子畫下一棟危樓，寫上「不須民主成份」的巨磚壓過「區議會」牌匾，旁邊的建築工人表示：「用『必』字才屬僭建，用『不』字唔算係！我話嘅！！」不少人在網上留言向尊子表示感謝，包括前立法會議員邵家臻、公民黨梁家傑、傳媒人林妙茵、前教協總幹事馮家強等。全國政協前委員劉夢熊則發帖「評尊子漫畫被停刊」，並附上一張圖片，圖片上有文字：「如果尖銳的批評完全消失，溫和的批評將會變得刺耳......如果只允許一種聲音存在，那麼，唯一存在的那個聲音就是謊言。」
6月9日，香港外國記者會事隔大半個月後發聲明，對《尊子漫畫》停刊表示關注。聲明指，停刊的決定進一步打擊香港的新聞自由。香港外國記者會稱，除了繼續與相關政府部門積極接觸外，並已聯繫明報就《尊子漫畫》停刊一事進行對話。

## 爭議

### 報導出錯
《明報》每年刊登《更正與澄清》逾百次，於2012年10月1日至2013年10月1日，就刊登了《更正與澄清》逾70次，涉及新聞約90條，當中需要《更正並致歉》逾50次。
例如於2011年1月，一則《公益金涵蓋受眾遠超關愛》報道，將公益金近年來的平均捐款「每年收到兩億多」錯報為「每日收到兩億多」。於2012年12月，《明報》報道澳洲播音員假冒英女皇向護士打探王妃凱瑟琳病情時，將tummy bug誤譯為「腹中塊肉」，事後由讀者指正播音員實際為詢問凱瑟琳有關「腸胃不適」的情況。同月，一則《公院停送奶粉　餵哺母乳倍增》報道，將香港大學護理學院名譽助理教授李麗賢錯作李麗珍。2013年2月，一則《「梁粉」鄭家純    撐新招穩樓市》報道，「滙豐亞太區行政總裁王冬勝表示『監管當局有見風險很大，做點事都無可厚非』」，事實上王冬勝從未發表相關關言論，《明報》事後刊登了《更正並致歉》。

### 1966年瑪格麗特公主訪港報導
1966年3月1日，訪問香港，於啟德機場乘搭慕蓮夫人號往皇后碼頭，而海軍則鳴放禮炮21響以示歡迎。當時《明報》報道這件新聞時，使用「打炮廿一響，送御妹過海」作為標題。由於打炮除了解作鳴炮之外，亦可以解作男性自慰以至性交，令當時負責審查報章的華民政務司不滿，而負責標題的編輯韓中旋認為自己沒錯，不甘被報社降職，所以自行辭職。

### 2001年誤報唱片銷量
《明報》在2001年12月7日 發表名為「王菲國語唱片排首位」的新聞，聲稱透過唱片拆家及各唱片公司所得出的數字所顯示，王菲的《王菲》、黎明的《The Red Shoes》及周杰倫首張唱片《Fantasy》的銷量最高，大家都在五至六萬之間，其中以王菲的國語專輯較領先。但實情是ifpi銷量頒獎典禮，十大國語銷量排名是不分先後，銷量實際數字是商業秘密，從來都不會將其輕易公布，而且統計銷量數字是以ifpi銷量榜為準，其他媒體的猜測，一律只供參考，並無真憑實據。因此，明報此舉疑似偏頗某位歌手，而該年，剛好這位歌手在備受爭議之下，拿下《明報周刊》演藝動力大獎之中的最突出女歌手獎。另外，周杰倫首張唱片為《周杰倫》，而非《Fantasy》。
《明報》亦自編廣東唱片的銷量，及誤報陳慧琳的跳舞唱片 《 BMP Dance Collection 》 為香港暢銷廣東唱片之一。於同一則新聞裏頭，聲稱黎明的《 Leon Club Sandwish 》 ，陳慧琳的《 BMP Dance Collection 》 及容祖兒的《 喜歡祖兒 》 都是約在七至八萬的銷量 ，但實情是ifpi 銷量頒獎典禮，十大廣東銷量排名，亦是不分先後，計算方法是根據ifpi 銷量榜之數字統計出來，因此除了ifpi 知道實際銷量數字之外，所謂唱片拆家是不會知道的。另外，陳慧琳入選十大廣東唱片銷量的唱片為《 In The Party 》，而非《 BMP Dance Collection 》 ，因此明報所發表的假訊息，已經不攻自破。

### 2005年香港世貿會議示威報導
《明報》在2005年香港舉辦世貿部長級會議其間有關南韓農民示威行動的報導被批評者指摘為不公正、不合理及有抺黑之嫌。2005年12月18日的《明報》頭版標題為「灣仔淪陷　防暴隊拘留900人」；批評者認為標題以「淪陷」形容2005年12月17日晚上及翌日凌晨的灣仔區並不恰當。事實上就算根據其當天內文亦不過指出「由韓國農民組成的千人龐大示威隊伍進逼會展中心（世貿開會地點），灣仔交通陷於癱瘓。他們與警方對峙，警方發射催淚彈驅散，並拘捕900人」，稱不上「淪陷」。當日香港其他主要報章的標題用語：《太陽報》為「鎮暴清場」，《星島日報》為「港島大暴動　催淚彈鎮壓」、《成報》為「灣仔變戰場」，而《蘋果日報》為「最長的一夜」。

### 2007年副刊引用《中大學生報》被指不雅
2007年2月號及3月號的《中大學生報》因刊登了被指有不雅內容的問卷，5月傳媒報導事件，成為香港傳媒焦點，社會熱話。5月13日，《明報》出版的副刊《星期日生活》中，刊登了一篇題為「情色問卷三種答案」的文章，當中引用了《中大學生報》情色版問卷被指不雅的內容，內容涉及亂倫、人獸交的文字描述，藉此探討該件事件。此舉於翌日即受《東方日報》猛烈抨擊，指《明報》有意挑戰淫褻物品審裁處。而影視及娛樂事務管理處其後收到兩宗投訴，5月16日送交淫褻物品審裁處評級。《明報》總編輯張健波則回應表示「毋懼送檢」，指出該文章是希望讀者透過多元答案，獨立思考，藉此深入地理性討論有關問題。明報轉載的問卷與該期《中大學生報》同樣被淫審處暫定評為二級（不雅），違反《淫褻及不雅物品管制條例》中禁止向十八歲以下人士發佈不雅物品的條文，面臨起訴。
2007年8月23日，《明報》與《中大學生報》先後向高等法院提出司法覆核，2008年10月22日獲判勝訴。法官認為明報的文章引述「情色版」作為背景資料，圖片和文字沒有性器官的描寫，而且把《明報–星期日生活》暫定評為二級不雅時，未有按照法例就刊物中的文章作個別評估，同時頒令刊物毋須發還再作評級。

### 2008年北京奧運會閉幕式歪曲碧咸表演情節事件
在2008年夏季奧林匹克運動會閉幕式其中一項表演環節中，英國足球明星碧咸站在雙層巴士頂部一下踢走皮球，《明報》即時新聞網卻歪曲情節，報道成碧咸從巴士跳下，邊踢球邊衝向人群，更在代表國際奧林匹克委員會205名成員的小朋友圍繞下展示球技。《明報》即時新聞網於翌日發出更正聲明道歉。

### 2009年「賣帽少女」報導爭議
《明報》於2009年4月14日刊出一篇有關「賣帽少女」的報道，負責欄目的記者覃純健被指報道太從感性角度出發，將一個疑為剽竊任天堂《瑪利歐》帽子當作自己設計，並成功向香港知識產權署「註冊」商品設計造型的綜緩戶女生過度神化，將其「賣帽養家」的故事廣為人知，但報道卻淡化一切從「帽子」衍生的版權問題，甚至扭曲事實將當事人鄭金鈴去信任天堂「詢問版權事宜」後，將「任天堂沒有回覆交代是同意還是反對」這事實以一句「對方沒回覆反對」交代，結果誤導了大眾以為她的帽子已經得到任天堂授權批准生產，並讓各界只著眼在其「孝順」、「成熟」而無視版權法例和剽竊創意的問題。

### 2012年羅慧娟喪禮報道
2012年7月5日，明報以《明報記者林祖傑新加坡直擊》為題報道藝人羅慧娟之喪禮，將褔音歌曲《Amazing Grace》誤寫為《A May Sing Grace》。內文指「9 時儀式開始，播放《A May Sing Grace》，氣氛傷感，親友均哭成淚人。」，實體報章相關篇幅被網民攝像並廣於網絡瘋傳，Facebook、新浪微博、高登討論區、親子王國多個網上社群皆有網民談論此事。至於明報網站所載之電子版本則在下午被修正，惟該文章在其他合作網站 (雅虎香港、新浪網等) 錯誤依然。有網民認為明報向以「知識份子報」自居，但今次事件卻反映出其記者沒有識見，且連職級更高的編輯也沒有盡校對把關的責任。網上輿論普遍為認為明報整個團隊的編採水平中落，同於《明報》連載的《Emily周記》事後亦提到出現這種失誤不能接受。明報在錯誤刊出的翌日作出了更正及向讀者致歉。

### 2013年誤報梁振英辭職
2013年10月1日上午8時10分，《明報》即時新聞網《國慶升旗禮 三任特首出席》內文錯誤報道「特首稍後將辭職」，文章隨即引起網民熱烈討論以及瘋狂轉載。直到10時，《明報》即時新聞網才對該報道作出修改，將「辭職」更改為「致職」，於幾分鐘後再修正「致辭」。《明報》隨後承認出現重大錯誤，將「致辭」錯寫為「辭職」，向讀者致歉，及後來發出《更正及道歉啟事》。

### 2014年篡改頭版標題
2014年7月2日凌晨，正當當天的報紙在印刷時，明報職工協會得悉編務董事呂家明於凌晨約3時半，在編輯部要員不知情下，擅自下令叫停正進行的付印程序及作修改，把原有大題「爭普選大遊行，人數10年新高」改為副題，大題則改為「數百預演佔中，警員抬人清場」，「爭普選」字眼刪去，造成《明報》7月2日頭條出現兩個不同版本；被批評有人藉篡改標題淡化七一大遊行及佔中預演等政治敏感事件，甚至矮化遊行人數，是對新聞自由的干預。職工協會發表聲明強烈譴責。

### 2014年校園記者採訪被阻撓遇襲
明報於11月27日深夜發表聲明指於11月27日凌晨，一名15歲明報校園記者於旺角西洋菜南街持有效記者證採訪旺角區佔領運動期間被警方以「安全」為由帶回警署後自行離去。。而《蘋果日報》於11月28日A3版之報導則以「拳打腳踢15歲校園記者」爲題作報導，內容指該名校記被帶多名反黑警員拖往暗角按在地上被「拳打腳踢」，後被警方盤問訓示後才獲准離開，兩者有明顯出入。

### 2015年改動頭版
2015年2月1日，編輯部原訂當日頭條為「加國密件記錄學生目擊六四開槍」，但卻在毫無預警情况下被總編輯鍾天祥於晚上近11點私自更改為「阿里巴巴10億助港青創業」，多位編輯部同仁爭取保留，但皆不被採納。明報職工協會在社交網站Facebook發聲明，表示鍾天祥做法令人憤怒，質疑其新聞判斷及背後判斷及有否受外界影響，要求鍾天祥詳細交代。鍾天祥其後於該報即時新聞發聲明指根據新聞邏輯改頭版，明報職工協會逾80名同工於3日晚膳時間於大樓地下擱筆一小時以示捍衛新聞自由。鍾天祥亦於稍後與員工會面，但解釋不獲員工接受。

### 2021年警方批評漫畫抹黑少年警訊
2021年9月18日，警方去信浸會大學視覺藝術院助理教授黃照達，就9月17日在《明報》刊登的六格漫畫，表達強烈不滿，並要求作出澄清。有關漫畫內容提及兩名學生討論課外活動時，其中一名學生問另一學生「是否被人招攬做校園記者，想扮記者為所欲為」，另一學生反問「有關假新聞從何處聽來」，該名學生回答稱「少年警訊的朋友傳出來」。警方強調少年警訊計劃自1974年成立以來，一直致力提升青少年的守法意識、正向價值觀及社會責任感，批評黃照達貴為大學教員，為人師表，理應肩負求真精神，作育英才。對於黃照達無故作出毫無事實根據的指控，抹黑、詆毀少年警訊會員，警方深感遺憾。黃照達回應警方去信要求他澄清涉及少年警訊的六格漫畫時指出，作品並非針對少年警訊，而是希望利用校園的情境，用諷刺手法表達過去數天的討論。黃照達承認，用少年警訊這個比喻不大恰當，有欠公道，並對少年警訊過去在社會的貢獻表示尊重，絕無詆毀的意思，對此表示歉意。

### 2022年警方批評尊子漫畫抹黑警察
2022年10月12日，警方去信明報執行總編輯劉頌陽，就同月11日在《明報》刊登的尊子漫畫，表達強烈不滿。有關漫畫內容，有兩個身穿防暴裝備警察問「今日啲學生又做咗乜衰嘢呀陳校長？⋯」，陳校長答「6A班有人講粗口，5C有同學唔見咗擦膠，3D班同學書包搜出雷射筆，2A班有同學頂撞老師涉嫌恐嚇」，警方回應指或令讀者對警方處理學校求助個案產生錯誤觀感，可能令讀者連繫「荃灣聖芳濟中學事件」，令讀者誤解該校報警的原因，對於明報無故作出毫無事實根據的指控，抹黑、詆毀警察，警方深感遺憾。尊子回應非針對警方，而明報回應支持作家提供專業作品。

### 2022年保安局批評時事評論員文章
保安局點名批評《明報》於2022年12月2日，刊登一篇由時事評論員曾志豪撰寫的評論，混淆視聽，對此深表遺憾。《為什麼愛國學生 也變「黑暴」？》為標題，將保安局批評白紙運動，定性為「顏色革命的雛型」，亦問保安局長鄧炳強 ，「顏色革命的雛型」是單指香港的行動，還是包括國內的抗爭。保安局發言人批評，有人在網上號召白紙運動，煽動針對中央，與內地白紙運動刻意混為一談，煽動別人觸犯港區國安法。

### 2022年香港政府批評時事評論員文章
2022年12月16日，香港政府點名批評《明報》刊登一篇由時事評論員曾志豪撰寫的評論。《以科學讓Google安心出行》為標題，香港政府近日撤銷市民進入處所時必須掃描「安心出行」場所二維碼的措施，和要求Google就錯誤搜尋結果作出糾正，評論偏頗，混淆視聽，特區政府對此表示遺憾。到同月29日，曾志豪在《明報》觀點版發表最後一篇文章，他指負責人告訴他不用再寫，形容「雖不甘心，但卻是非常和平的分手」，並對自己離開香港後，《明報》仍繼續讓他寫稿下，令他非常感動和覺得報社十分勇敢，而自己只是忠實扮演「舊香港評論人」角色。

### 引用
1. ↑  . 蘋果日報. 2015-12-17  [2018-03-14]. （原始内容存档于2018-03-15）.
2. ↑  . 博訊新聞. 2003-07-03  [2024-04-01]. 原始内容存档于2008-08-23.
3. ↑  .   [2006-02-14]. （原始内容存档于2006-02-09）.
4. ↑  . 獨立媒體. 2013-08-14. （原始内容存档于2022-01-06）.
5. ↑  鄭明仁. . 灼見名家. 2017-07-06. （原始内容存档于2022-06-27）.
6. ↑  . 眾新聞. 2017-04-23  [2023-09-14]. （原始内容存档于2022-11-13）.
7. ↑  . 眾新聞. 2017-05-03  [2021-10-01]. （原始内容存档于2019-10-09）.
8. ↑  . BusinessFocus. 2018-10-31. （原始内容存档于2023-05-19）.
9. ↑  . 环球网读书频道 (第2頁) (凤凰资讯). 2008-12-24  [2023-10-10]. （原始内容存档于2023-10-10）.
10. ↑  . 關鍵評論. 2018-11-09  [2023-05-19]. （原始内容存档于2022-07-17）.
11. ↑  . 風傳媒. 2018-11-01  [2023-05-19]. （原始内容存档于2023-05-22）.
12. 1 2  張圭陽.  初版. 台灣: 允晨文化. 2005年6月: 228–236. ISBN 957032998X.
13. ↑  陶傑. . 黃金冒險號 (明報). 02-04-2003. ……你製造了五年災難，還要延長為十年浩劫。董建華，你摧毀了香港人的尊嚴，你葬送了一個繁榮的城市，你為香港帶來怨憤，以及對你的言行的種種笑料。董建華，你對世界的唯一貢獻，是一手證明了「英國人做得到的，中國人做不到」，你為中國帶來全新的國恥，如果你還愛惜你的國家，如果你還自視為中國人，董建華，請你下台……。
14. ↑  . 來源：on.cc. 2009-02-01  [2009-02-02]. （原始内容存档于2009-02-03）.
15. ↑  Flipsnack. . Flipsnack.   [2018-12-08]. （原始内容存档于2021-11-09） （英语）.
16. ↑  .   [2011-10-12]. （原始内容存档于2012-05-25）.
17. ↑  . 立場新聞. 2019-06-13  [2019-06-14]. （原始内容存档于2019-06-14）.
18. ↑  . 明報. 2019-06-17  [2019-06-29]. （原始内容存档于2019-08-24）.
19. ↑  . 光傳媒. 2023-05-19  [2023-05-24]. （原始内容存档于2023-05-26） （中文（臺灣））.
20. ↑  .   [2024-08-16]. （原始内容存档于2024-08-29）.
21. ↑  .   [2007-01-29]. （原始内容存档于2008-01-11）.
22. ↑  . 明報. 2014-10-15  [2019-08-06]. （原始内容存档于2019-08-06）.
23. ↑  . 自由時報. 2016-12-02  [2018-03-14]. （原始内容存档于2018-03-15）.
24. ↑  . 2022-02-25  [2023-11-21]. （原始内容存档于2023-11-28） （中文（臺灣））.
25. ↑  . 信報網站 hkej.com.   [2023-11-28] （中文（香港））.
26. ↑  .   [2016年4月26日]. （原始内容存档于2016年4月27日）.
27. ↑  .   [2016年4月26日]. （原始内容存档于2016年4月26日）.
28. ↑  . 香港中文大學新聞與傳播學院.   [2017-09-29]. （原始内容存档于2013-10-05）.
29. ↑  《明報》拆招牌報頭刪「公信第一」 （页面存档备份，存于） 《東方日報》 2014年1月4日
30. ↑  . DW.COM. 2019-08-12  [2019-08-20]. （原始内容存档于2019-08-18） （中文（中国大陆））.
31. ↑  . DW.COM. 2019-11-28  [2019-08-20]. （原始内容存档于2019-11-28） （中文（中国大陆））.
32. ↑  . 華僑日報. 1967-09-05  [2023-10-10]. （原始内容存档于2023-10-10）.
33. ↑  . news.sina.com.cn.   [2021-05-27]. （原始内容存档于2021-06-09）.
34. ↑  . 中央社. 2014-02-26  [2014-02-27]. （原始内容存档于2014-03-02）.
35. ↑  . 亚太日报. 2014-02-27  [2014-02-27]. （原始内容存档于2014-03-02）.
36. ↑  . 文汇报. 2014-02-28  [2014-03-03]. （原始内容存档于2014-02-28）.
37. ↑  . 信報. 2014-02-26  [2014-02-26]. （原始内容存档于2014-03-03）.
38. ↑  . 明報. 2014-02-26.
39. ↑  . 中央社. 2014-02-27  [2014-02-27]. （原始内容存档于2014-03-02）.
40. ↑  . 信報. 2014-02-28  [2014-03-03]. （原始内容存档于2016-03-04）.
41. ↑  . 852郵報. 2014-02-27  [2014-03-03]. （原始内容存档于2014-03-02）.
42. ↑  . 香港文匯報. 2023-05-09  [2023-05-12]. （原始内容存档于2023-05-17）.
43. ↑  . 法新社. 2023-05-10 （英语）.[]
44. ↑  . 香港01. 2023-05-11  [2023-05-12]. （原始内容存档于2023-06-14）.
45. ↑  . 香港01. 2023-05-11  [2023-05-12]. （原始内容存档于2023-06-14）.
46. ↑  . 明報職工協會. 2023-05-11.
47. ↑  . 香港記者協會. 2023-05-11.
48. ↑  . 獨立媒體. 2023-05-11  [2023-05-12]. （原始内容存档于2023-06-14）.
49. ↑  . 香港電台. 2023-05-11  [2023-05-12]. （原始内容存档于2023-05-23）.
50. ↑  . 明報. 2023-05-11  [2023-05-12]. （原始内容存档于2023-06-14）.
51. ↑  . 明報. 2023-05-13  [2023-05-15]. （原始内容存档于2023-06-14）.
52. ↑  . 香港外國記者會. 2023-06-09  [2023-06-09]. （原始内容存档于2023-06-12） （英语）.
53. ↑   (PDF).   [2007-08-08]. （原始内容存档 (PDF)于2021-05-13）.
54. ↑  .   [2024-09-20]. 原始内容存档于2004-12-15.
55. ↑  .   [2024-09-20]. （原始内容存档于2021-01-05）.
56. ↑  .   [2024-09-20]. （原始内容存档于2021-01-05）.
57. ↑  .   [2024-09-20]. （原始内容存档于2021-01-05）.
58. ↑  明報聲明 轉載問卷 為文化討論 （页面存档备份，存于），《明報》，2007年5月15日
59. ↑  轉刊問卷 理性討論 《明報》毋懼送檢 （页面存档备份，存于），《明報》，2007年5月18日
60. ↑  . 明報. 2008-10-22  [2010-06-17]. （原始内容存档于2008-11-01）.
61. ↑  . 明報. 2008-10-22  [2010-06-17]. （原始内容存档于2008-10-26）.
62. ↑  .   [2009年6月16日]. （原始内容存档于2009年4月19日）.
63. ↑  . notesbooks.wordpress.com. 2012-07-06  [2021-12-24]. （原始内容存档于2021-09-02）.
64. ↑  .   [2018-04-10]. （原始内容存档于2018-04-11）.
65. ↑  誤報特首辭職 《明報》一錯再錯 （页面存档备份，存于） 《東方日報》 2013年10月2日
66. ↑  過去一年90條新聞出錯 （页面存档备份，存于） 《東方日報》 2013年10月2日
67. ↑  . 881903.com. 2014-07-02  [2014-07-29]. （原始内容存档于2016-03-04）.
68. ↑  . 蘋果日報. 2014-07-03  [2018-10-30]. （原始内容存档于2018-10-30）.
69. ↑  . 明報. 2014-11-27  [2014-11-28]. （原始内容存档于2014-11-29）.
70. ↑  . 蘋果日報. 2014-11-28  [2014-11-28]. （原始内容存档于2014-12-04）.
71. ↑  . 蘋果日報. 2015-02-02  [2015-02-02]. （原始内容存档于2015-02-02）.
72. ↑  储百亮. . 纽约时报中文网. 2015年2月5日. （原始内容存档于2015年2月9日） （中文）.
73. ↑  . 立場新聞. 2021-09-18  [2021-09-18]. （原始内容存档于2021-11-09）.
74. ↑  . 信報. 2022-10-12  [2022-10-12].
75. ↑  . 香港電台. 2022-12-02  [2022-12-02]. （原始内容存档于2022-12-06）.
76. ↑  . 頭條日報. 2022-12-16  [2022-12-16]. （原始内容存档于2022-12-16）.
77. ↑  . 明報. 2022-12-29  [2022-12-30]. （原始内容存档于2023-02-02）.

## 外部連結

### 香港
- 明報新聞網（包含當日與昔日明報部分內容、即時新聞、娛樂新聞、明報健康網、會員平台等）
- 明報即時新聞的Facebook專頁
- 明報娛樂版的Facebook專頁
- 明報副刊的Facebook專頁
- 明報財經的Facebook專頁
- 明報體育的Facebook專頁
- 明報教育的Facebook專頁
- 明報文摘的Facebook專頁

### 海外
- 明報加東版
- 明報多倫多的Facebook專頁
- YouTube上的明報多倫多頻道
- 明報多倫多的Instagram帳戶
- 明報多倫多的X（前Twitter）
- 明報加西版
- 明報溫哥華的Facebook專頁
- YouTube上的明報溫哥華頻道
- 明報溫哥華的Instagram帳戶

### 其它資料
- 世界華文媒體有限公司公告 - 更改公司名稱與股份簡稱（页面存档备份，存于）
- 《金庸與報業》簡介（页面存档备份，存于），2001年11月6日深圳特區報
- 明報與星洲媒體合併正式文件（页面存档备份，存于），2007年1月29日
- 明報與大馬媒體合併 金庸是關鍵（页面存档备份，存于），中評社2007年1月31日